# Mlles Lolive, de Beuvry et Cie

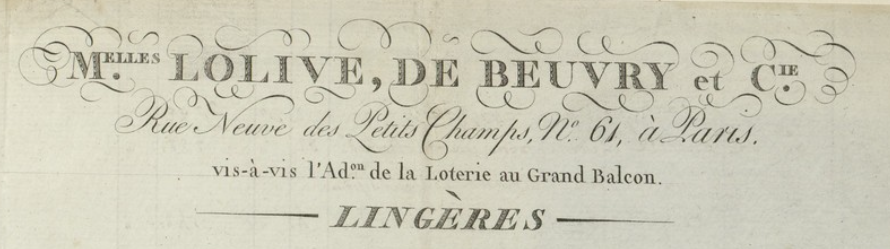
Mémoire de « Lolive, De Beuvry et Cie » de 1809

Mlles Lolive, de Beuvry et Cie est une entreprise de passementerie créée à Paris en 1796 par Marie Sophie Lolive (1763-1847), à laquelle s'associeront plus tard Françoise Pierrette Le Pileur de Beuvry (1770-1842) et Étienne Jean Désiré Chemin (1770-1836). Maison très réputée sous le Ier Empire, elle fournissait la famille impériale, notamment Napoléon Ier, Joséphine de Beauharnais, Marie-Louise d'Autriche puis la famille royale après la Première Restauration.

## Historique
Elle est créée en 1796 par Marie Sophie Lolive sous l'appellation « Lingers : Lolive » et était située rue Nicaise, quartier des Tuileries, au 507. En 1802, le commerce est situé au n°7 de la rue du Faubourg Montmartre (aujourd'hui dans le 9e arrondissement de Paris). Françoise Pierrette Le Pileur de Beuvry s'associe plus tard à Marie Sophie Lolive.
Elles déménagent ensuite au n°61, rue Neuve-des-Petits-Champs (aujourd'hui Rue des Petits-Champs dans les 1ers et 2èmes arrondissements de Paris). Il se développe sous le Ier Empire en fournissant principalement la famille impériale, notamment l'Empereur et les deux Impératrices successives. Le commerce poursuit ses activités sous les deux Restaurations, puisqu'en 1814, Mlle Lolive est dite « lingère de S. M. (Sa Majesté) ». En 1817, l'almanach du commerce dénomme leur entreprise : « Lolive-de-Beuvry et Comp., Lingers du garde-meuble de la Couronne et du duc d’Orléans, rue Saint-Honoré362». L'entreprise est alors exploitée chacun pour un tiers par Mademoiselle Lolive, Mademoiselle de Beuvry et Monsieur Chemin et ce jusqu'en janvier 1818. Il semble toutefois que Marie Sophie Lolive ait été la principale gestionnaire de l'entreprise car c'est fréquemment sa signature qui apparait sur les mémoires édités par celle-ci.
En 1816, le couple et Mademoiselle Lolive décident d'acquérir conjointement le Château des Hauts (La Chapelle-Saint-Mesmin) en bord de Loire près d'Orléans.
Étienne Jean Désiré Chemin épouse Françoise Pierrette Le Pileur de Beuvry le 13 mai 1818 à Paris. Deux de leurs témoins lors de l'établissement de leur contrat de mariage sont le roi Louis XVIII et le futur roi Charles X. À cette occasion, le couple bénéficie d'une donation de la part de Marie Sophie Lolive.
Le couple et Mademoiselle Lolive viennent s'installer peu après à La Chapelle-Saint-Mesmin, pour y vivre de leurs rentes jusqu'à leurs décès.
La maison du 362 rue Saint-Honoré est vendue le 18 mai 1822 à Mlle Lebeuf, également marchande lingère, propriétaire de « À la Balayeuse » à Paris.
En juillet 1830, le couple de Beuvry et Mlle Lolive offrent à leur nouvel commune de résidence un local permettant l'ouverture d'une école pour les jeunes filles pauvres de la paroisse, tenue par deux sœurs et s'engagent à pourvoir aux frais de fonctionnement de cette école.
Durant la trentaine d'années de résidence dans ce château, ils font l'acquisition d'un nombre conséquent de biens aux alentours : une centaine de parcelles de vignes, un moulin à eau sur la Loire, une auberge, quatre maisons situées dans le bourg dont deux situées près de l'église. Le couple possédait également un hôtel particulier rue d'Illiers à Orléans. Le château, le domaine et la plupart des vignes sont revendues en 1844, par Marie Sophie Lolive, les maisons et les parcelles restantes le sont en 1850 après sa mort, par les héritiers Chemin de Beuvry (familles Chemin-Cocheris).

## Lingers, lingères et passementiers
Contrairement à aujourd'hui, à cette époque les lingères avaient pour mission de travailler, broder et décorer certains tissus autorisés et de fabriquer les vêtements ou objets commandés.
Avant la Révolution française, la corporation des marchandes lingères régissait un métier strictement féminin exclusivement réservé aux jeunes filles célibataire de religion catholique. L'apprentissage débutait chez une maîtresse lingère et durait plusieurs années.
Faisant suite à la suppression des corporations à la Révolution, l'encadrement de cette profession s’est ensuite largement assoupli.
Dans son ouvrage « Histoire de France contemporaine depuis la Révolution jusqu’à la paix de 1919 », Ernest Lavisse affirme qu'à cette époque : « Paris était la capitale européenne de la passementerie. Certaines firmes étaient célèbres, les modes et lingeries de Mlle Lolive, de Beuvry et Cie, les coutures et modes de Leroy (…) ».

## Exemples d'articles

### Linges de maison
- Draps
- Taies d'oreillers[17]
- Couvre-pieds
- Couvre-Tables
- Corbeilles en satin
- Toiles
- Madras
- Serviettes ...

### Linges de corps
- Camisoles
- Cravates[18]
- Cols
- Bonnets
- Fichus
- Serre-têtes
- Linges de sein
- Jupes
- Chemises de couches
- Peignoirs
- Mouchoirs
- Dentelles
- Mousseline
- Nansouk ...

## Françoise Pierrette Le Pileur de Beuvry
Née le 7 octobre 1770 à Paris, Françoise Pierrette de Beuvry est la fille de Jean-Baptiste Guillaume Le Pileur, marquis de Beuvry, originaire du département du Nord. Au moment de la Révolution française, toute sa famille décide d'émigrer sauf elle. Elle débute alors comme demoiselle d'honneur dans une maison de broderie où l'on note ses progrès rapides et son savoir-faire. C'est vers 1801-1802 qu'elle s'associe à Mlle Lolive. Grâce à l'action de l'Empereur Napoléon Ier, Pierrette de Beuvry récupère ses biens de noblesse confisqués lors de la Révolution. Leur commerce de lingerie prendra alors son essor.
Bienfaiteurs de leur nouvelle paroisse, elle et son mari offrent de nombreux objets liturgiques à l'Église Saint-Mesmin de La Chapelle-Saint-Mesmin, dont une statuette en bois peinte de Saint Vincent, patron des vignerons. En octobre 1820, associés à la marquise de La Roussière, le couple de Beuvry fait élever une croix posée sur un socle de trois marches, place de l'église, en l'honneur du retour de la royauté et de la naissance du Duc de Bordeaux. La croix disparaitra à la fin du mois de juillet 1830 à la suite des évènements de la révolution de Juillet.
Après le décès d'Étienne Jean Désiré Chemin de Beuvry, le 26 mai 1836, sa veuve fait ériger dans le cimetière dit « du bourg » de la commune, une chapelle sépulcrale, imposant monument funéraire édifié à la mémoire de son mari en forme de temple grec, surmonté à chaque coin d'acrotères en arc-de-cercle comportant un motif de palmette à flammes, probablement d'inspiration franc-maçonnique. Pierrette Le Pilleur de Beuvry, qui y repose également, en fit don à la commune, ainsi que deux parcelles de terrain du cimetière, afin d'agrandir celui-ci.
À la suite de son décès en son château le 2 juillet 1842, le testament de Pierrette Le Pileur de Beuvry prévoit un legs conséquent au bénéfice de la paroisse et de la commune. Dans celui-ci, elle désigne également Marie Sophie Lolive comme légataire universelle en usufruit du château ainsi que les deux nièces de son mari, légataires universelles à parts égales : Antoinette Louise Joséphine et Jacqueline Marie Chemin-Cocheris.

## Étienne Jean Désiré Chemin de Beuvry

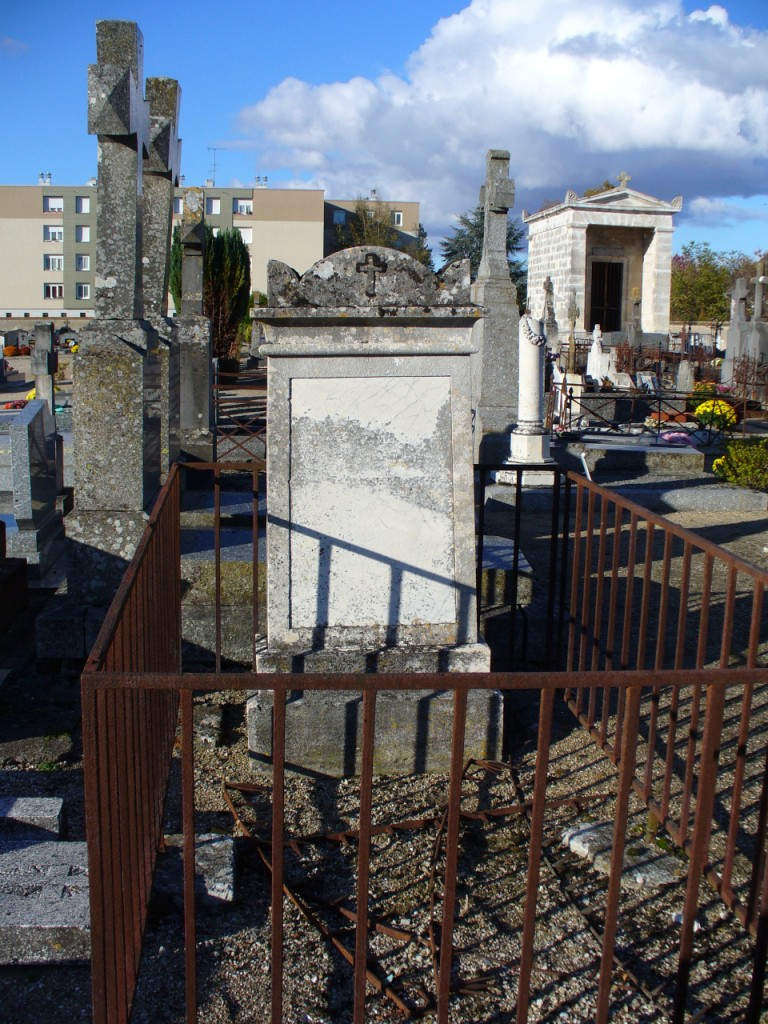
Chapelle Chemin de Beuvry (en haut à droite du cliché).

Né à Paris le 10 novembre 1770, Étienne Jean Désiré Chemin est musicien-compositeur en 1792. Il embrasse la carrière militaire qu'il achève comme lieutenant-colonel du 1er escadron de la Garde nationale à cheval à Paris. Il est Chevalier de l'ordre royal de la Légion d'Honneur.
Il se marie une première fois à Paris le 21 février 1796 avec Cornélie Bénédicte Wouters, précédemment veuve du baron De Vassé. Celle-ci décédera à Paris le 3 avril 1802. Le 22 février 1808, il est reçu le même jour au grade de novice puis à celui de chevalier au convent de franc-maçonnerie de l'Ordre du Temple. La même année, on le trouve également membre de la loge musicale maçonnique parisienne Anacréon. En 1810, il est membre de la loge musicale Les Chevaliers de la Croix à Paris.
Peu après son mariage avec Françoise Pierrette de Beuvry, par ordonnance du 24 mars 1819, Étienne Jean Désiré Chemin est autorisé à ajouter à son nom de famille le patronyme « de Beuvry » de son épouse.
De 1822 à 1825 puis de 1831 à sa mort, il préside le Conseil de Fabrique de la paroisse dont dépend l'Église Saint-Mesmin de La Chapelle-Saint-Mesmin. 
Le 12 juillet 1823, Chemin de Beuvry signe en tant que témoin l'acte de décès de Louis Ripault, comme lui franc-maçon, et résident du Petit-Château voisin (actuel hôtel de ville de la commune).
En 1834, avec son épouse, ils sont les parrains de la nouvelle cloche de l'église « Mesmin », fondue par les établissements Bollée de Saint-Jean-de-Braye.
Le 19 mai 1836, il assiste à Orléans, en tant qu'ancien officier de la Garde nationale, aux obsèques de Joseph Hüe (1800-1836), rédacteur en chef du journal L'Orléanais, et célèbre fabuliste de cette époque.
Étienne Jean Désiré Chemin de Beuvry décède dans son château le 26 mai 1836, des suites d'une pleurésie.
Il était le grand-oncle d'Hippolyte Cocheris,, l'historien et homme politique.

## Marie Sophie Lolive
On ne sait pas grand chose de la jeunesse de Marie Sophie Lolive. Dans son acte de décès, seul son âge apparait (84 ans). Ne sont mentionnés, ni sa date de naissance, ni le nom de ses parents.
En 1844, Marie Sophie Lolive fait don à la commune d'une maison située place du bourg (actuel café-restaurant) pour permettre l'installation d'une école des filles.
Après la vente du château des Hauts en 1844 à l'école ecclésiastique secondaire d'Orléans, Marie Sophie Lolive décéde le 12 juillet 1847, dans le Petit-Château (La Chapelle-Saint-Mesmin), la résidence de campagne située en face de son ancien château, que son ami, le célèbre vaudevilliste à succès Louis-Émile Vanderburch lui avait mise à disposition. Les Chemin de Beuvry et Marie Sophie Lolive reposent au cimetière du Bourg de cette commune.
Le 29 août 1847, dans la résidence du Petit-Château (La Chapelle-Saint-Mesmin), se déroule la vente aux enchères de tous ses biens (mobilier, vaisselle, bijoux, garde-robe, carrosse, livres, vins). Ernest Godard, le fils de ses anciens domestiques, est désigné comme légataire universel de cette vente, afin de lui permettre de poursuivre ses études.  